# Tasmin Archer
Tasmin Archer (* 3. srpna 1963, Bradford, Yorkshire) je anglická popová zpěvačka. Debutové album Great Expectations obsahuje její nejznámější hit Sleeping Satellite, který se umístil na první příčce britské a irské hitparády.

## Biografie
Narodila se roku 1963 v Bradfordu hrabství Yorkshire. V době, kdy pracovala jako šička začala zpívat v roli doprovodné vokalistky s hudební formací Dignity (Důstojnost). Poté, co dokončila středoškolská studia v administratě působila na pozici úředníce u trestního soudu v Leedsu.
Příležitostné pěvecké zakázky získávala v bradfordském hudebním studiu Flexible Response, kde navázala spolupráci s hudebníky Johnem Hughesem a Johnem Beckem. V roce 1990 podepsala smlouvu u labelu EMI a v srpnu 1992 vydala první singl Sleeping Satellite, který dosáhl na vrchol britské a irské hitparády. Studiové album Great Expectations následovalo v říjnu. Nejvýše postavené na žebříčku bylo na osmém místě. V prosinci obdrželo zlatou desku za více než 100 000 prodaných kopií. Druhý singl z alba se v Anglii propracoval mezi Top 40, ale žádná další nahrávka již nezopakovala úspěch debutové skladby.
V roce 1993 obdržela britskou hudební cenu BRIT Award v kategorii objev roku. Později zpěvačka vtipkovala, že cenu skryla vzadu kuchyňské kredence a využívá ji na louskání ořechů a klepání masa.
Po odmlce se vrátila v roce 1996 s druhým albem Bloom, které spolu se singlem One More Good Night With The Boys v hitparádách neprorazilo. Na konci roku 1997 pro neshody s EMI na čas odešla z hudebního průmyslu a věnovala se malování.
V roce 2002 po dlouholetém psaní do šuplíku začala společně s Hughesem pracovat na novém albu. Původní název Non Linear byl změněn na konečný ON. Několik demonahrávek bylo poskytnuto k volnému stažení na internetu. Posluchači měli poskytnout odezvu a vyjádřit své názory. Deska pak vyšla 25. září 2006 v nově založeném vlastním labelu Quiverdisc. Vydání předcházel singl Every Time I Want It (Effect Is Monotony) dostupný pouze na internetu a od 20. září se v rádiích hrála jeho albová verze Effect Is Monotony.
Od konce 80. let je fanouškem fotbalového klubu Sunderland AFC.

## Diskografie

### Studiová alba
- Great Expectations (1992) –  umístění v hitparádách: 8. Spojené království, 115. USA, 56. Austrálie
- Bloom (1996)
- ON (2006)

### Kompilační alba
- Premium Gold Collection (2000)
- Singer/Songwriter (2004)
- The Best Of (2009)

### Singly
- Sleeping Satellite – 1. Spojené království, 1. Irsko, 32. USA, 12. Německo, 14. Austrálie
- In Your Care – 16. Spojené království
- Lords Of The New Church – 26. Spojené království
- Arienne – 30. Spojené království
- Shipbuilding (EP) – 40. Spojené království
- Somebody's Daughter (vydáno pouze v Německu)
- One More Good Night With The Boys – 45. Spojené království
- Sweet Little Truth – 176. Spojené království
- Every Time I Want It (Effect Is Monotony) (pouze digitální stahování)
- Sedan (promo video na YouTube)